# M/V Xue Long
M/V Xuě Lóng (förenklad kinesiska: 雪龙; traditionell kinesiska: 雪龍; pinyin: Xuě Lóng ("Snödraken") är en kinesisk isbrytare och polarforskningsfartyg. Hon byggdes 1993 av skeppsvarvet i Cherson i Ukraina och konverterades under byggnadstiden från ett arktiskt transportfartyg till ett polarforsknings- och logistikfartyg och utför uppdrag för Kinas polarforskningsinstitut. Fartyget har senare väsentligt uppgraderats 2007 och 2013.
Xuě Lóng är Kinas enda isbrytande forskningsfartyg. Arbetet med att anskaffa ett andra fartyg pågår, M/V Xue Long 2, som 2018 är under byggnad och som kan komma att tas i tjänst 2019.

## Fartyget

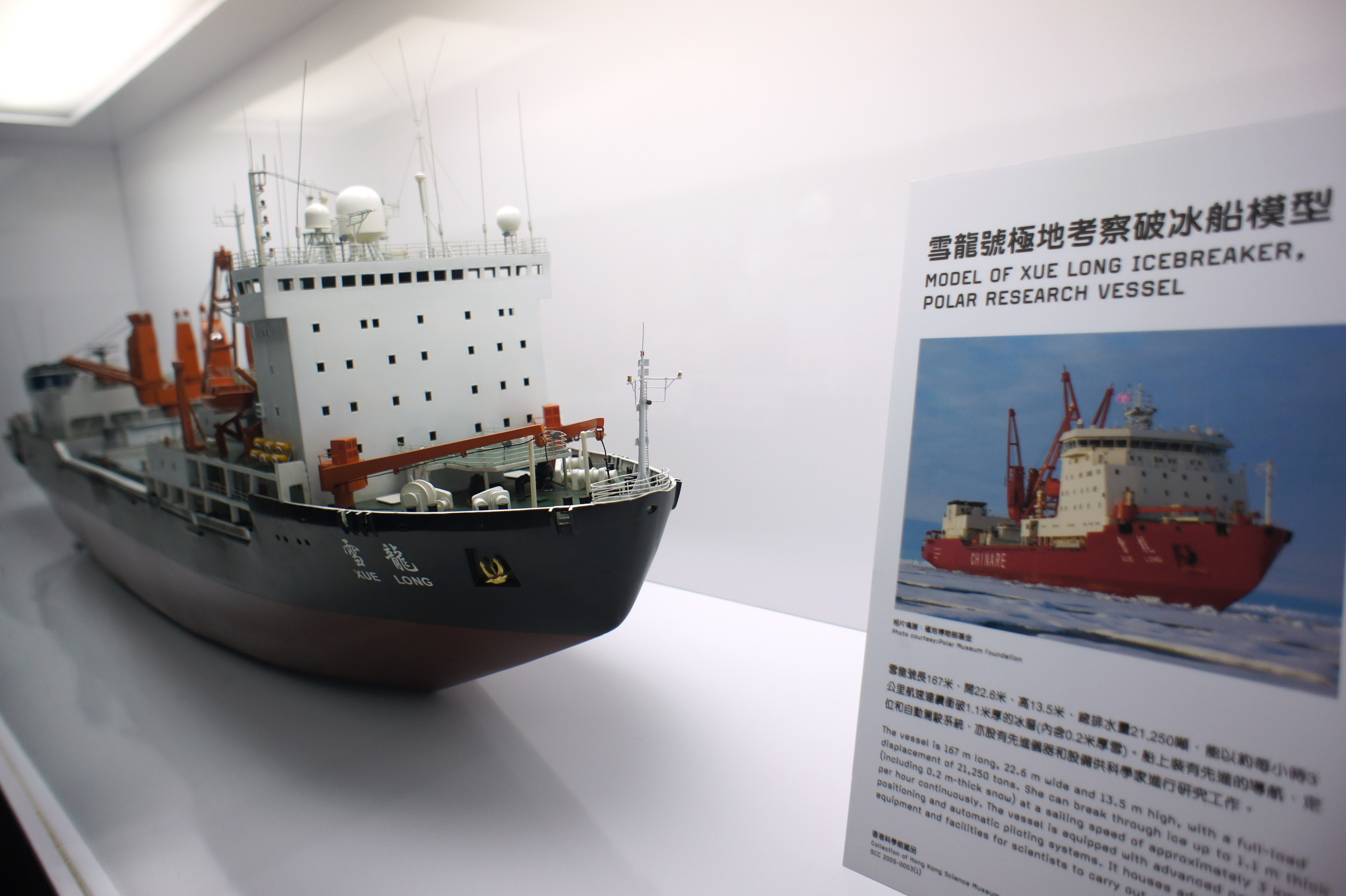
Modell av Xue Long före uppgraderingen 2007

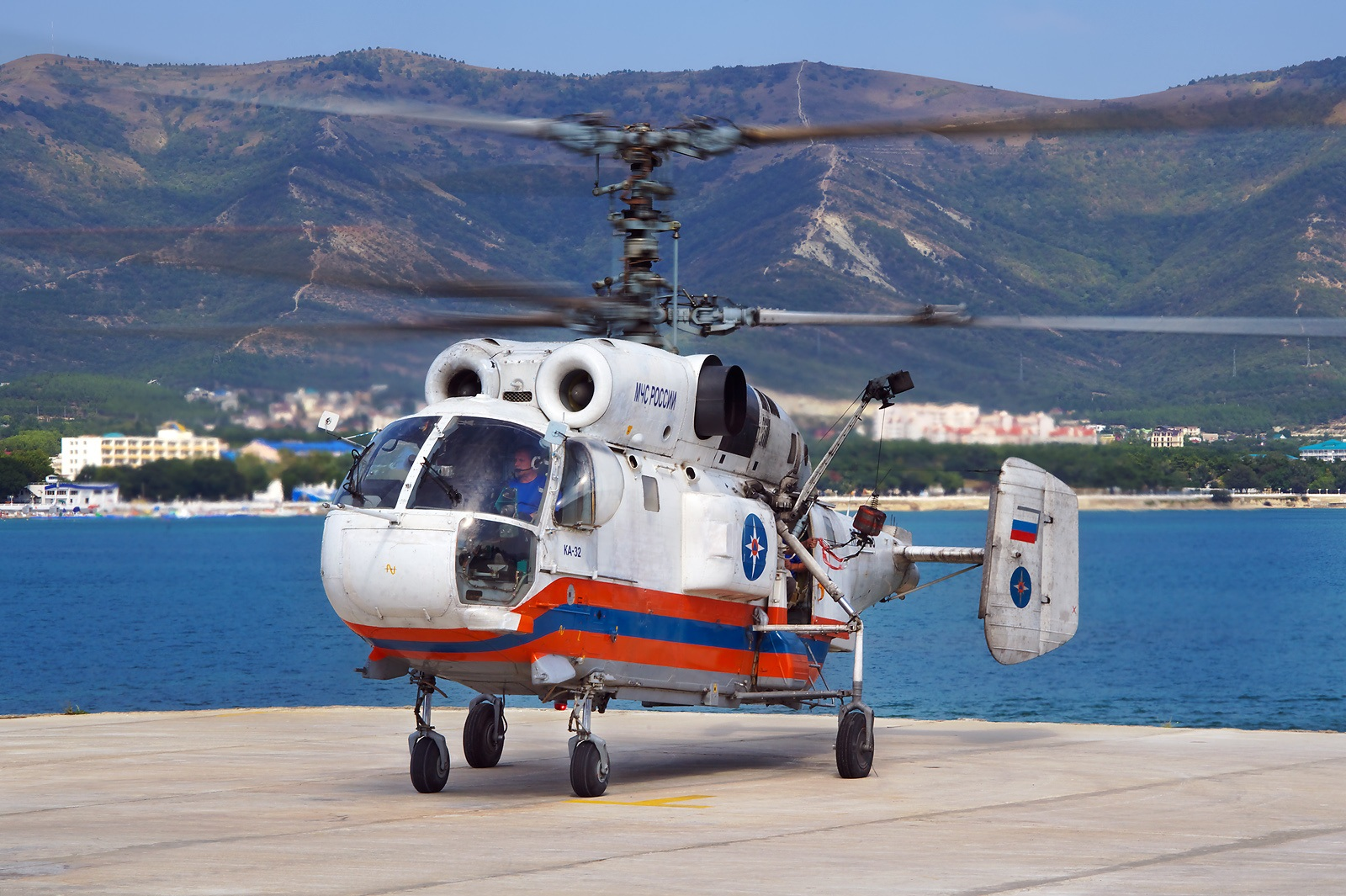
Helikopter av typ Kamov Ka-32 (här en rysk räddningshelikopter)

Xuě Lóng började byggas av det ukrainska skeppsvarvet i Cherson som Projekt 10621, ett isbrytande transport- och försörjningsfartyg för ryska arktiska vatten. Hon köptes under byggnadstiden av kinesiska staten, varefter hon slututrustades som ett polarforsknings- och logistikfartyg 1994.  År 2007 skedde en omfattande uppgradering samt livsförlängning med 15 år.
Fartyget är 167 meter långt och 22,6 meter brett. Det var ursprungligen utrustat med en 8-cylinders 8DKRN60/195 lågvarvs tvåtaktsdieselmotor från Bryansks Maskinverkstad, som var en licensbyggd Burmeister & Wain 8L60MC och som utvecklade 13.200 kW. Den utbyttes 2013 mot en Wärtsilä 6RT-flex60C dieselmotor. I öppet vatten kan Xuě Lóng segla i högst 18 knop, i is med 1,1 meters tjocklek i 1,5 knop.
Xuě Lóng har en besättning på 34 personer och kan ta 128 forskare ombord. Hon har laboratorier på sammanlagt 100 kvadratmeter och medför en helikopter av typ Kamov Ka-32 samt en autonom undervattensfarkost för arktiskt bruk.

## Verksamhet
Xuě Lóngs huvudsakliga uppgift är att vara försörjningsskepp för Kinas expeditioner till Antarktis och dess baser där. Hon svarar för årliga påfyllningar av förnödenheter och utrustning till Forskningsstationen Zhongshan vid Prydz Bay.
I mitten av augusti 2012 blev Xuě Lóng det första kinesiska fartyget som kom till Västeuropa (Island) genom Nordostpassagen. Hon seglade genom Berings sund och anslöt till en västgående konvoj på Nordliga sjövägen till Barents hav. Från Island seglade hon förbi Svalbard utan att göra uppehåll vid Arktiska Gula flodenstationen i Ny-Ålesund och gjorde ett misslyckat försök att nå Nordpolen i slutet av augusti, obekant vid vilken breddgrad hon stoppades av för tjock is. Därefter seglade hon österut på hög latitud tillbaka till Berings sund och återkom till sin bas i Shanghai den 27 september 2012.